# Gâteau arc-en-ciel
Pour les articles homonymes, voir Arc-en-ciel (homonymie).
 (septembre 2019).
Un gâteau arc-en-ciel est un petit gâteau dont les couches rappellent les couleurs de l'arc-en-ciel. Il en existe plusieurs variantes.

## Variante aux couleurs de l'Italie
Cette variante du gâteau arc-en-ciel est faite de sponge cake à base d'amandes, de confiture d'abricot et de framboise entrecoupés de couches de chocolat. Elle est probablement élaborée dans les années 1990 par les communautés italo-américaines pour rendre hommage à leur patrimoine culinaire. Cette variante est généralement vendue au poids, avec environ 15 gâteaux pour une livre (env. 0,45 kg),,,,.
Bien que généralement appelé « gâteau arc-en-ciel » (rainbow cookie), ce gâteau est aussi connu sous les noms suivants dans certaines régions des États-Unis :
- Gâteau Napoléon (Napoleon cookie)[6]
- Gâteau à sept couches (Seven-layer cake[7],[8] ou seven-layer cookie[9])
- Gâteau tricolore (Tricolor cookie)[7],[8],[10]
- Gâteau vénitien (Venetian cookie)[11]